# Viertaktmotor

Bewegende afbeelding van de 4 posities van een viertaktmotor. Rechts wordt de lucht of het mengsel aangezogen (blauw) en links (bruin) de uitlaatgassen verdreven

Een viertaktmotor is een zuigermotor met één arbeidsslag per twee omwentelingen van de krukas. De viertaktmengselmotor (-ottomotor) is uitgevonden door Nicolaus Otto in 1876. Voor het ontbranden van het gasmengsel bij een motor die als brandstof benzine, LPG of aardgas heeft, wordt het gasmengsel aan het einde van de compressieslag door een bougie tot ontbranding gebracht. Bij een viertaktdieselmotor wordt lucht tijdens de compressieslag samengeperst, waarbij deze opwarmt. Aan het einde van de compressieslag wordt brandstof ingespoten door een injector en vindt zelfontbranding plaats. Vervolgens duwen expanderende verbrandingsgassen tijdens de arbeidsslag de zuiger naar beneden, waardoor de motor wordt aangedreven.

## Werking
De vier slagen zijn:
1. De inlaatslag: de inlaatklep opent iets voor het bovenste dode punt (BDP), nog tijdens de uitlaatslag.   Nadat de uitlaatklep gesloten is, wordt doordat de zuiger naar beneden gaat de cilinder gevuld met de aangezogen lucht in het geval van een dieselmotor en bij een mengselmotor met het mengsel van lucht en brandstof. De inlaatklep is tijdens dit proces geopend en de uitlaatklep gesloten. Door gebruik te maken van turbolader kan de inlaatdruk omhoog worden gebracht. Hierdoor wordt de vulling van de cilinder tijdens de inlaatslag beter waardoor het vermogen van de motor groter wordt.
2. De compressieslag: iets na het onderste dode punt (ODP) sluit de inlaatklep en begint de compressie van de lucht of het mengsel, waardoor de druk en temperatuur sterk stijgen. Bij een dieselmotor stijgt de temperatuur hoger vanwege een hogere compressiedruk. Vlak voor het einde van deze compressieslag wordt bij een dieselmotor brandstof ingespoten in verhitte lucht door een injector. Na een korte inspuit- en ontstekingsvertraging ontbrandt de brandstof spontaan. Hierop volgt een verbranding met een snelle druk- en temperatuurstijging. Hoewel de inspuiting voortduurt, neemt de drukgradiënt af, doordat het luchtoverschot afneemt, zodat er een gedeeltelijk beheerste verbranding plaatsvindt. Bij een mengselmotor vindt de verbranding niet spontaan plaats, maar deze wordt ontstoken door de bougie.
3. De arbeidsslag: vlak na het begin van de arbeidsslag stopt bij een dieselmotor de brandstofinspuiting. Er vindt nu een naverbranding plaats van de resterende brandstof. De verbranding zorgt voor druk op de zuiger waardoor deze naar beneden bewogen wordt. Door het toenemende volume neemt de druk af, maar door de naverbranding blijft deze hoger liggen dan de compressiedruk. Bij een mengselmotor drukt het ontbrande mengsel de zuiger naar beneden. Tijdens deze slag ontstaat de energie door de expanderende verbrandende gassen die de motor doet draaien.
4. De uitlaatslag: vlak voor het einde van de arbeidsslag opent de uitlaatklep, waardoor de druk daalt tot iets boven de atmosferische druk waarna door de opwaartse  beweging van de zuiger tijdens de uitlaatslag de uitlaatgassen uit de cilinder worden verdreven. Aan het einde van de cyclus begint het proces opnieuw.

| |  |                                                                                |
| Opengewerkte oude viercilinderviertaktmotor. In de onderste opening is een deel van de krukas zichtbaar, in de bovenste de twee middelste zuigers. Goed te zien is aan de linkerkant het vliegwiel, noodzakelijk voor een regelmatige loop |  | Opengewerkte zescilinder V-motor (viertakt) met twee bovenliggende nokkenassen |

| Start | Slag 1 Inlaatslag | Slag 2 Compressieslag | Ontsteking | Slag 3 Arbeidsslag | Slag 4 Uitlaatslag |
|       |                   |                       |            |                    |                    |

## Verschil met een tweetaktmotor
Theoretisch en onder ideale omstandigheden zou het vermogen van een viertaktmotor bij hetzelfde toerental de helft van een verder vergelijkbare tweetaktmotor moeten zijn. Dit komt doordat er bij een viertaktmotor bij elke vier zuigerslagen een arbeidsslag is en bij een tweetaktmotor één bij elke twee zuigerslagen. Het rendement van een tweetaktmotor is echter lager omdat bij de spoeling de verbrandingsgassen minder goed worden vervangen door het verse gasmengsel binnen de cilinder. Bij een viertaktmotor is de spoeling echter vollediger waardoor de cilindervulling beter is dan bij een tweetaktmotor. Hierdoor kan er meer brandstof in de cilinder worden verbrand, zodat er per arbeidsproces meer arbeid wordt geleverd dan door de tweetaktmotor. Omdat de viertaktmotor een kleppenmechanisme nodig heeft, maar ook omdat hij tweemaal minder werkslagen verricht, is een in vermogen vergelijkbare viertaktmotor zwaarder dan een tweetaktmotor. Door het kleppenmechanisme is de viertaktmotor ook ingewikkelder om geproduceerd te worden. Het verbruik is echter lager dan van een tweetaktmotor. De uitlaatgassen zijn minder verontreinigd dan bij tweetaktverbranding, dit komt door het gebruik van mengsmering bij een tweetaktmotor en de mindere spoeling. Het geluid van een viertaktmotor kan makkelijker gedempt worden met een knaldemper dan bij een tweetaktmotor, die bij toenemende tegendruk van de knaldemper sterk aan vermogen verliest doordat de spoeling slechter wordt.